# ويلينغتون دياز
ويلينغتون دياز (بالبرتغالية: Wellington Dias‏) هو سياسي برازيلي، ولد في 5 مارس 1962 في البرازيل. حزبياً، نشط في حزب العمال البرازيلي. وقد انتخب عضو مجلس النواب البرازيلي ‏ وانتخب عضو مجلس الشيوخ من البرازيل.